# خروج نیروهای آمریکایی از افغانستان (۲۰۲۰–۲۰۲۱)
نیروهای مسلح ایالات متحده آمریکا خروج خود را از افغانستان در ۳۰ اوت ۲۰۲۱ به پایان رساندند، که پایانی بر جنگ در افغانستان از سال ۲۰۰۱ تا سال ۲۰۲۱ بود. این خروج با پیش‌زمینه توافقنامه دوحه (۲۰۲۰) (با عنوان رسمی توافق آوردن صلح به افغانستان)، که در ۲۹ فوریه ۲۰۲۰ توسط دولت ترامپ و طالبان به امضا رسید، و از مفاد آن خروج تمامی نیروهای خارجی از افغانستان، در ازای تعهد طالبان به جلوگیری از فعالیت القاعده در نواحی تحت کنترل طالبان و گفتگوها بین حکومت افغانستان و طالبان برای یک آتش‌بس دائمی بود، در اوت ۲۰۲۱ انجام شد.
با خروج این نیروها به عملیات نگهبان آزادی و مأموریت حمایت قاطع ناتو خاتمه داده شد. آمریکا و نیروهای همپیمانش در پی حملات ۱۱ سپتامبر در سال ۲۰۰۱ به افغانستان حمله و آن را اشغال کردند، جنگ در افغانستان طولانی‌ترین درگیری نظامی ایالات متحده شد.

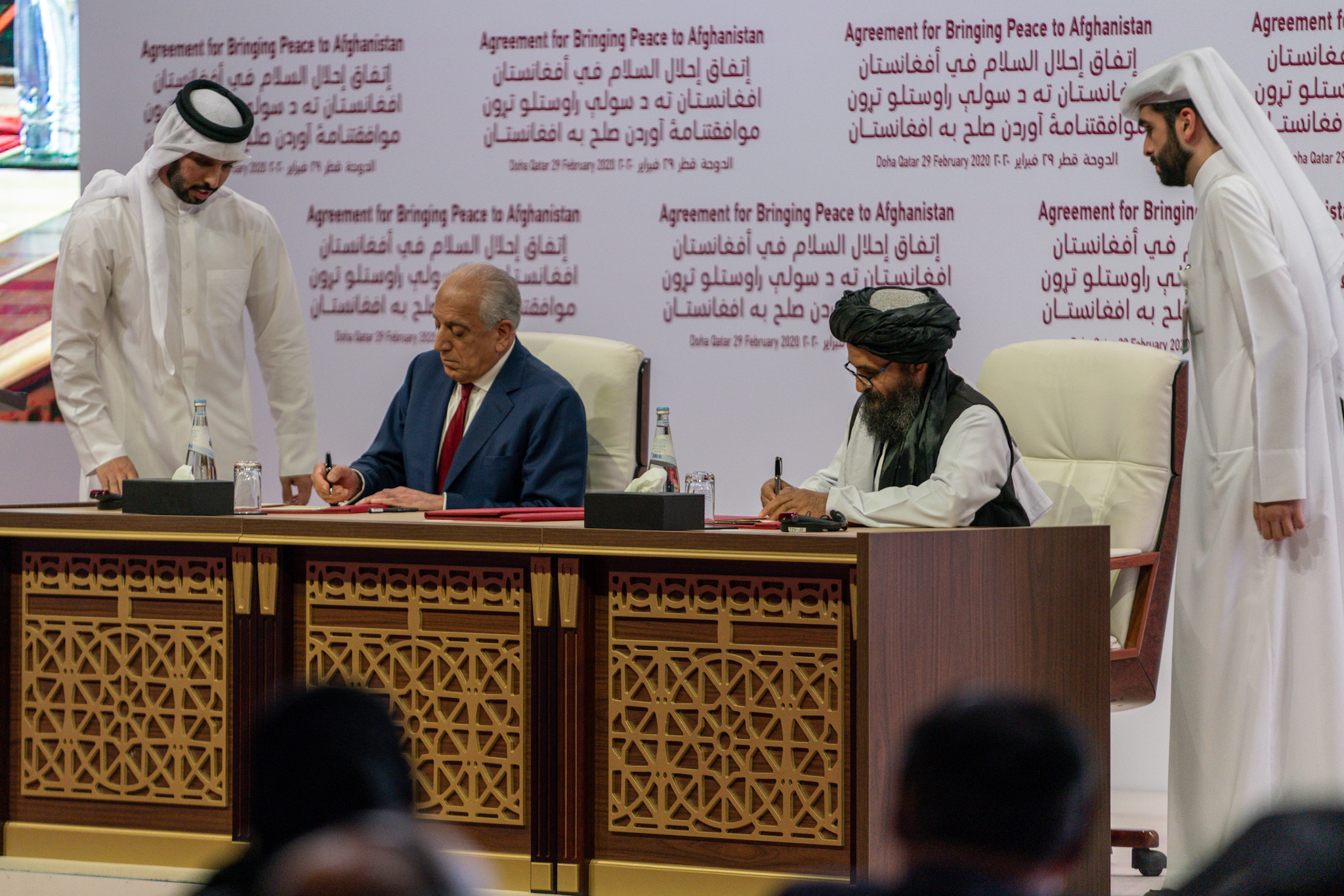
زلمی خلیل‌زاد نماینده ایالات متحده (چپ) و عبدالغنی برادر نماینده طالبان (راست) توافق‌نامه را در ۲۹ فوریه ۲۰۲۰ در دوحه قطر امضا کردند

در تاریخ ۲۹ فوریه سال ۲۰۲۰، ایالات متحده و طالبان توافق‌نامه صلحی را در دوحه قطر امضا کردند که رسماً عنوانش توافق‌نامه آوردن صلح به افغانستان است. مفاد این معامله شامل خروج همه نیروهای آمریکایی و ناتو از افغانستان، تعهد طالبان برای جلوگیری از فعالیت القاعده در مناطق تحت کنترل طالبان و مذاکرات بین طالبان و دولت افغانستان است. ایالات متحده با کاهش اولیه سطح نیروهای خود از ۱۳٬۰۰۰ به ۸٬۶۰۰ تا ژوئیه سال ۲۰۲۰، و پس از آن خروج کامل تا ۱ مه ۲۰۲۱ در صورت عمل طالبان به تعهدات خود موافقت کرد.
این معامله توسط چین، روسیه و پاکستان پشتیبانی شد.
ایالات متحده کاهش نیروهایش به ۲۵۰۰ سرباز را در ژانویه ۲۰۲۱ تکمیل کرد. این کمترین تعداد سربازان آمریکایی در افغانستان از سال ۲۰۰۱ تاکنون بوده است. بر اساس ارقام فرماندهی مرکزی ایالات متحده، از ژانویه ۲۰۲۱، بیش از هفت پیمانکار برای هر عضو خدمات نظامی ایالات متحده در افغانستان باقی مانده است.

## تحولات پیشین

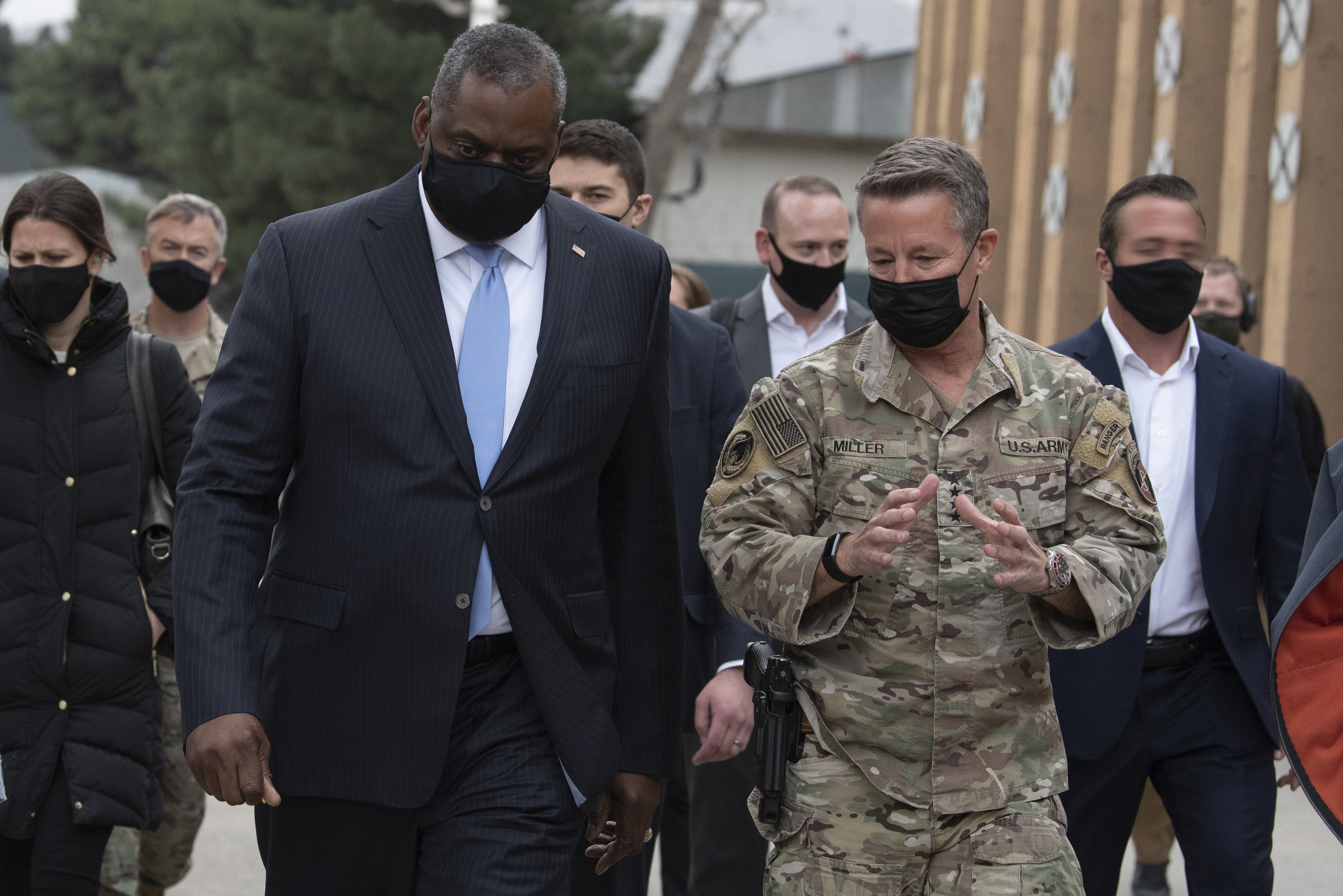
لوید جی آستین، وزیر دفاع، با فرمانده مأموریت حمایت قاطع ناتو و نیروهای ایالات متحده - افغانستان، ژنرال ارتش اسکات میلر، در ستاد پشتیبانی قاطع، کابل، افغانستان، ۲۱ مارس ۲۰۲۱. (عکس وزارت دفاع توسط لیزا فردیناندو)

### دولت ترامپ
رئیس‌جمهور دونالد ترامپ در تابستان ۲۰۱۷ که ۸۴۰۰ سرباز آمریکایی در افغانستان بودند، اجازه تصمیم‌گیری در مورد افزایش تعداد سربازان عملیات نظامی آمریکا در سوریه، عراق و افغانستان را بدون تقاضای موافقت رسمی از کاخ سفید، به ارتش آمریکا واگذار کرد.
رئیس‌جمهور ترامپ در سپتامبر ۲۰۱۷ بازگرداندن سربازان به افغانستان را آغاز کرد جیمز متیس وزیر دفاع اعلام کرد با اعزام ۳۰۰۰ سرباز جدید شمار سربازان آمریکایی برای تقویت نبرد با طالبان، القاعده و دولت اسلامی در عراق و شام به ۱۴۰۰۰ نفر رسید.
در دسامبر ۲۰۱۹، روزنامه‌های افغانستان فاش کردند که مقامات ارشد ارتش و دولت عموماً بر این نظرند که پیروزی در جنگ در افغانستان ممکن نیست، اما این را از جامعه مخفی نگه داشته بودند.

## خروج
در فوریه ۲۰۲۰، ایالات متحده با طالبان توافقی امضا کرد تا اگر طالبان به شرایط توافق پایبند بماند، سربازان را ظرف ۱۴ ماه خارج کند. طرفین با یک خروج تدریجی، مبتنی بر شرایط ظرف ۱۴ ماه توافق کردند و توافق، خروج «همه نیروهای نظامی ایالات متحده، متحدان آن، و شرکای ائتلاف از جمله کارکنان غیرنظامی غیردیپلماتیک، پیمانکاران امنیتی خصوصی، مربیان، مستشاران و کارکنان تدارکاتی خدماتی» را در بر می‌گیرد. در فاز اول آمریکا تعداد نیروهای خود را ظرف ۱۳۵ روز از ۸۶۰۰ به ۵۰۰۰ نفر کاهش می‌دهد.

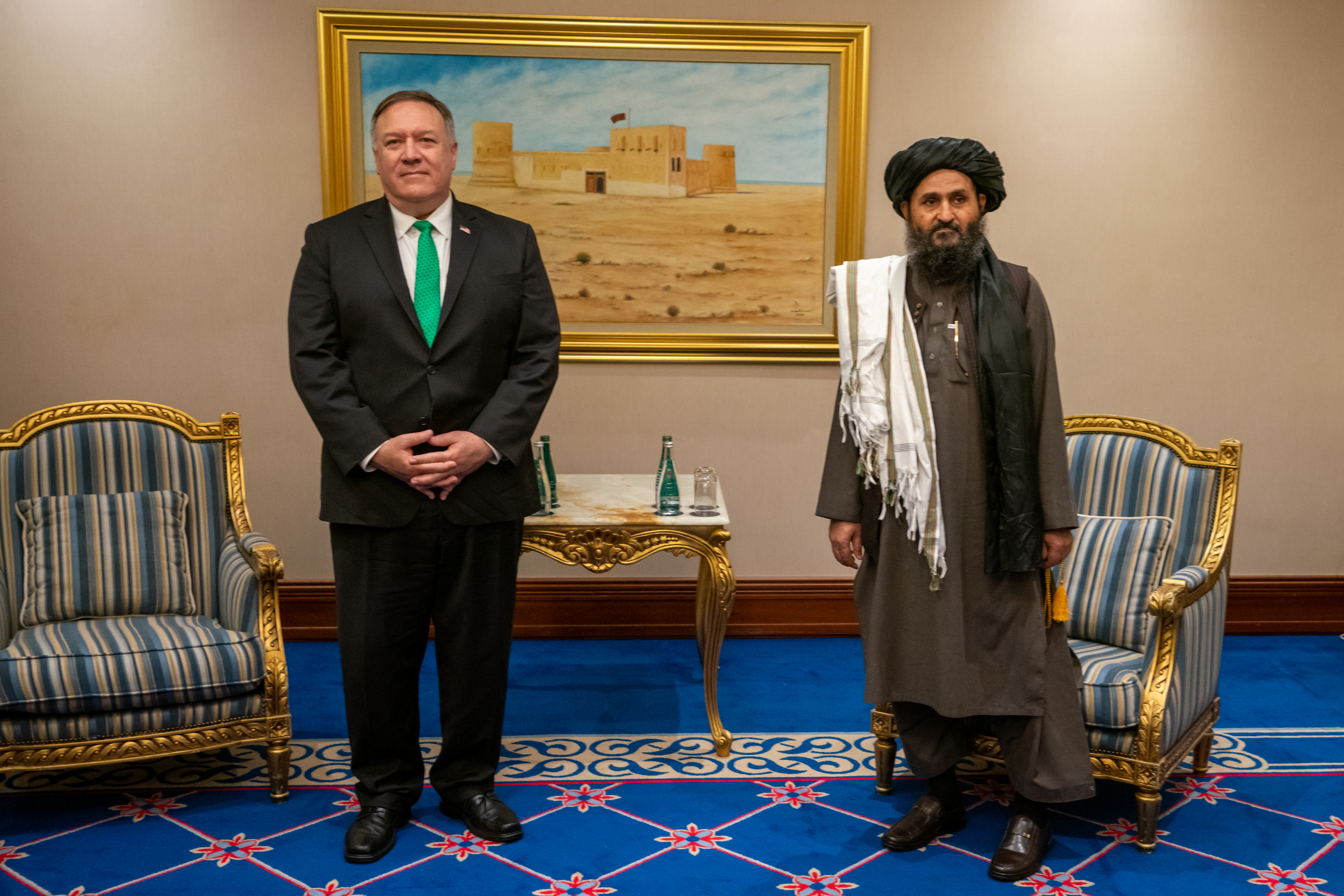
U.S. Secretary of State مایک پومپئو در دیدار با هیئت طالبان دوحه، قطر، در ۱۲ سپتامبر ۲۰۲۰

اما در ۱ مارس ۲۰۲۰، با اظهارات غنی رئیس‌جمهور افغانستان در یک کنفرانس مطبوعاتی که دولت افغانستان از طرفین توافق صلح نیست و فراخوان آن برای مبادله زندانیان با طالبان تا شروع مذاکرات بین الافغانی در ۱۰ مارس ۲۰۲۰ را نمی‌پذیرد و حتی این که دولت افغانستان تعهدی نسبت به آزاد کردن ۵۰۰۰ زندانی طالبان ندارد، این توافق به مشکل برخورد کرد. او گفت این توافق پشت درهای بسته امضا شده و فردا در پیاده‌سازی با مشکلات ابتدایی مواجه خواهد شد، آزادی زندانیان در اختیار آمریکا نیست، بلکه در اختیار دولت افغان است. غنی همچنین اعلام کرد آزادی زندانیان نمی‌تواند پیش شرط مذاکرات باشد.
مطابق آنچه در توافق صلح آمریکا-طالبان الزام شده بود تعدادی از سربازان آمریکا در ۹ مارس ۲۰۲۰ افغانستان را ترک کردند. در ۱۰ مارس ۲۰۲۰ ستاد فرماندهی مرکزی ایالات متحده آمریکا گزارش‌ها مبنی بر این که ارتش آمریکا برنامه ای برای خارج کردن همه سربازان آمریکایی از افغانستان تدوین کرده را رد کرد. اما کنت اف. مکنزی جونیور فرمانده سنتکام این را هم گفت که برنامه این است که در یک بازه ۱۴ ماهه سربازان آمریکایی در افغانستان کم شوند. با این حال ارتش آمریکا گفت سربازان بیشتری در تابستان ۲۰۲۰ اعزام می‌شوند.
سنتکام آمریکا، سربازان خود را در انطباق با توافق صلح فوریه ۲۰۲۰ با طالبان تا ۱۸ ژوئن به ۸۶۰۰ نفر کاهش داد. به هر روی در پی گزارش‌های رسانه‌ای در خصوص اتهام مشارکت طالبان در برنامه‌ای که روسیه به این گروه بابت هدف قرار دادن سربازان آمریکایی پاداش می‌دهد، کمیته نیروهای مسلح مجلس نمایندگان ایالات متحده در ۱ ژوئیه به متممی به لایحه اجازه دفاع ملی رای دادند تا پیش از این که رئیس‌جمهور ترامپ بتواند به خروج نیروها از افغانستان ادامه دهد شرایط اضافی برآورده شود، از جمله ارزیابی این که هیچ کشوری به طالبان مشوقی برای حمله به سربازان آمریکا و ائتلاف نداده و این که بودجه برای کاهش سربازان به زیر ۸۰۰۰ و دوباره در ۴۰۰۰ ممنوع شود مگر این که دولت تأیید کند که انجام این کار منافع آمریکا در افغانستان را تهدید نمی‌کند.
در ۱ ژوئیه ۲۰۲۰, مجلس سنای ایالات متحده آمریکا تلاش رند پال برای تصویب متممی برای خروج همه سربازان آمریکایی از افغانستان ظرف یک سال و پایان دادن به جنگ ۱۹ ساله را شکست داد. در ۸ اوت ۲۰۲۰, وزیر دفاع مارک اسپر گفت آمریکا تا پایان نوامبر ۲۰۲۰ سطوح سربازان را به زیر ۵۰۰۰ نفر کاهش می‌دهد.
در اوت ۲۰۲۰, مقامات جامعه اطلاعاتی ایالات متحده آمریکا ارزیابی کردند که نظام جمهوری اسلامی ایران برای کشتن سربازان خارجی از جمله آمریکاییان در افغانستان به شبکه حقانی پاداش‌هایی می‌پردازد. بنا بر گزارش سی ان ان، دولت دونالد ترامپ هیچگاه «از ارتباط ایران با بمبگذاری یاد نکرد، فروگذاری‌ای که مقامات سابق گفتند با اولویت بندی گسترده‌تر توافق صلح و خروج از افغانستان مرتبط است.»
دولت ترامپ در ژانویه ۲۰۲۱ کاهش سربازانش به ۲۵۰۰ سرباز را تکمیل کرد. این پایین‌ترین تعداد سرباز آمریکایی در افغانستان از سال ۲۰۰۱ بود. به تاریخ ژانویه ۲۰۲۱، بیش از هفت پیمانکار در ازای هر سرباز آمریکایی در افغانستان مانده‌اند.
در مارس ۲۰۲۱ گزارش‌های خبری بیان کردند جو بایدن در نظر دارد نیروهای آمریکا را تا نوامبر ۲۰۲۱ در افغانستان نگه دارد.
در آوریل ۲۰۲۱، گزارش‌های خبری بیان کردند که رئیس‌جمهور جو بایدن برنامه دارد تا ۱۱ سپتامبر ۲۰۲۱ در بیستمین سال حملات ۱۱ سپتامبر نیروها را به‌طور کامل خارج کند.
در ۲ ژوئیه ۲۰۲۱ , آلمان و ایتالیا سربازان خود را از افغانستان خارج کردند. در همان روز نیروهای آمریکایی میدان هوایی بگرام را تخلیه کردند. مسئولان افغان شکوه کردند که آمریکایی‌ها تا دو ساعت پس از رها کردن پایگاه به فرمانده افغان خبر ندادند. در نتیجه، این پایگاه پیش از این که آنها بتوانند کنترل آن را در دست بگیرند مورد هجوم غارتگران قرار گرفت. در این حال، جنگ بین طالبان و نیروهای دولت افغانستان بالا گرفت، و تحلیلگران الجزیره گفتند طالبان در «دروازه‌های کابل است." در ۸ ژوئیه ۲۰۲۱ , رییس جمهور بایدن اعلام کرد ختم رسمی جنگ در افغانستان در ۳۱ اوت ۲۰۲۱ خواهد بود. در ۱۲ ژوئیه ۲۰۲۱ , آستین میلر از مقام خود به عنوان فرمانده نیروهای آمریکا و ناتو در افغانستان کناره گرفت. سرانجام در ۳۰ اوت، نیروهای آمریکایی به‌طور کامل از افغانستان خارج شدند.

## واکنش‌ها

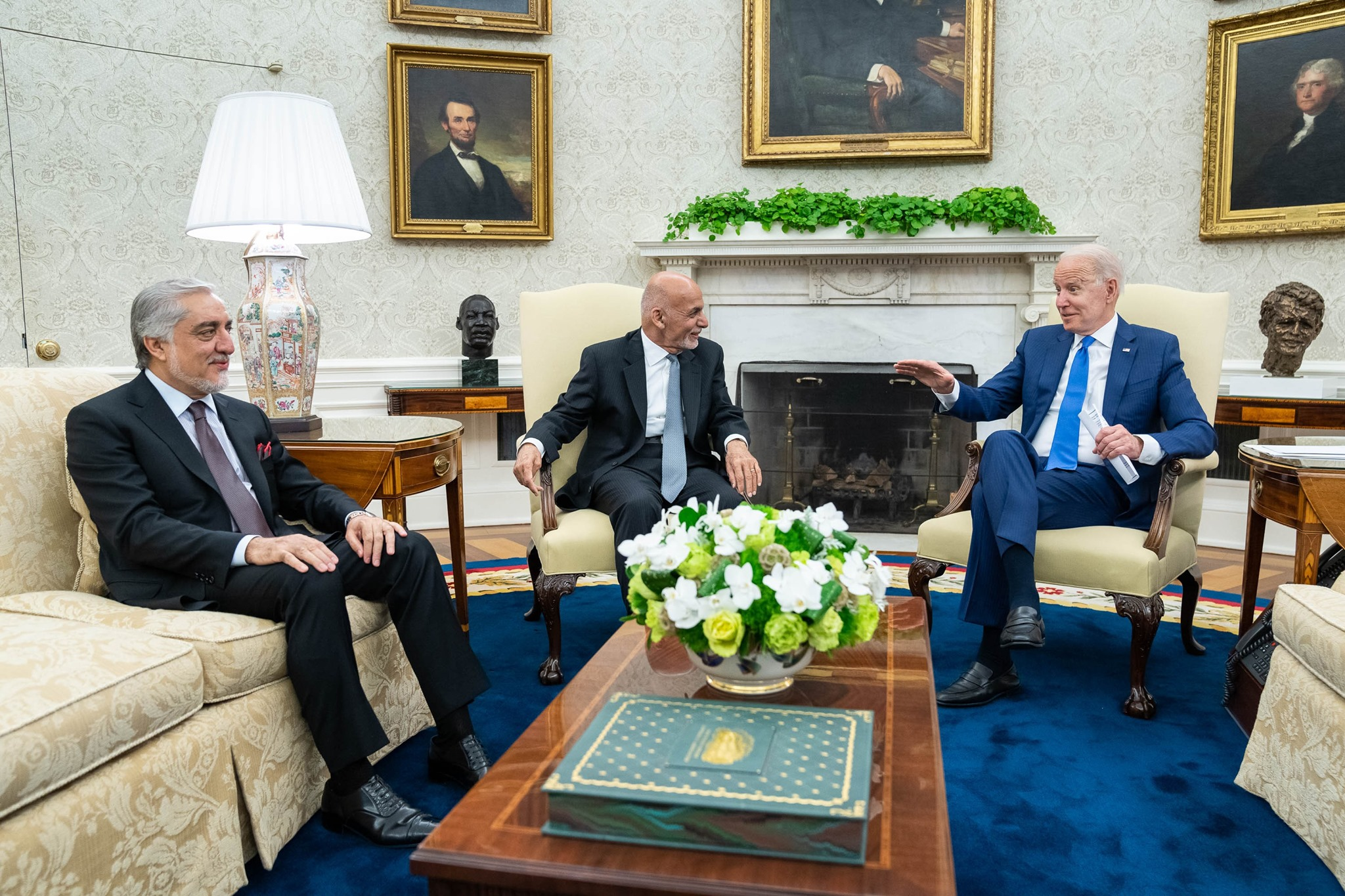
رئیس‌جمهور آمریکا جو بایدن در دیدار با رئیس‌جمهور افغانستان محمداشرف غنی و رئیس شورای اجرایی عبدالله عبدالله، ۲۵ ژوئن ۲۰۲۱

اعلام اولیه خروج کامل نیروها توسط دولت بایدن تا ۱۱ سپتامبر ۲۰۲۱ انتقادها و تحسین‌هایی را در آمریکا به دنبال داشت. سناتورهای متعدد جمهوری‌خواه همچون میچ مکانل، لیندسی گراهام و جیم اینهاف از خروج انتقاد کردند. رئیس‌جمهور سابق دونالد ترامپ از تصمیم بایدن برای خروج با عنوان «کاری عالی و مثبت» تحسین کرد ولی از بایدن بابت گزیدن ۱۱ سپتامبر به عنوان روز خروج انتقاد کرد، و گفت بایدن باید زودتر خارج می‌شد، و این که ۱۱ سپتامبر باید «روزی برای تأمل و یادبود به افتخار جان‌هایی که از دست دادیم بماند.» وزیر امور خارجه سابق هیلاری کلینتون گفت «عواقب پیش‌بینی شده و ناخواسته ای برای ماندن و خروج وجود داشت»؛ یکی از این عواقب به نظر او سقوط احتمالی حکومت افغانستان منتج به در دست گرفتن آن توسط طالبان و یک جنگ داخلی تازه است. رئیس‌جمهور سابق جرج دابلیو. بوش، که کسی بود که در زمان حمله اول آمریکا به افغانستان در قدرت بود گفت خروج او را نگران کرد و او بر این باور است که امکان دارد «خلأ ایجاد کند و در خلأ کسانی می‌آیند که با زنان به عنوان شهروندان درجه دو رفتار می‌کنند.» در جریان مصاحبه‌ای با دویچه وله در ۱۴ جولای، بوش بار دیگر بر مخالفتش با خروج نیروها تأکید کرد.
جانی اسپن، پدر جانی مایکل سپن، نخستین آمریکایی که در جنگ در افغانستان کشته شد، گفت که از شیوه "شرم آور" تخلیه کابل "منزجر" شده است و گفت: صحنه‌هایی از مرگ افراد هواپیماهای تخلیه او را به یاد افرادی انداخت که در حملات ۱۱ سپتامبر از مرکز تجارت جهانی بیرون پریدند. اسپان هشدار داد که تروریست‌ها در افغانستان هنوز تهدیدی برای آمریکا محسوب می‌شوند و "این جنگ تمام نشده است. ما به تازگی قلمرویی را که تصرف کرده‌ایم واگذار کرده‌ایم. "
پس از سقوط افغانستان به دست طالبان در پی سقوط کابل در اوت 2021 میزان محبوبیت عمومی رئیس‌جمهور بایدن به ۴۱ درصد کاهش یافت و تنها ۲۶ درصد از آمریکایی‌ها گفتند که عملکرد بایدن در خروج از افغانستان مورد قبول آنهاست. در عین حال ۵۳٪ از مردم از تصمیم خروج از افغانستان حمایت و ۳۸٪ با آن مخالفت کردند.
نخست‌وزیر سابق انگلیس، تونی بلر، خروج نیروهای آمریکایی از افغانستان را محکوم کرد و اظهار داشت که تصمیم آمریکا برای خروج «سیاسی» است تا «استراتژیک». وی در مقاله ای در وب سایت مؤسسه تغییرات جهانی تونی بلر نوشت: «ترک افغانستان غم‌انگیز، خطرناک، غیر ضروری است، نه به نفع آنها و نه به نفع ما.» بلر در ادامه بایدن را متهم به "اطاعت از شعار سیاسی در مورد پایان دادن به" جنگ‌های ابدی "کرد و هشدار داد که" جهان اکنون از جایگاه غرب مطمئن نیست زیرا بسیار واضح است که تصمیم برای خروج از افغانستان نه با استراتژی بزرگ بلکه با سیاست پیش می‌رفت. "
محمدجواد ظریف، وزیر امور خارجه ایران در یک گفتگوی خبری، خروج از افغانستان را اقدامی مثبت ارزیابی کرد و گفت نیروهای خارجی نمی‌توانند صلح را در افغانستان برقرار کنند.